# Sông Vĩnh Định (Bắc Kinh)

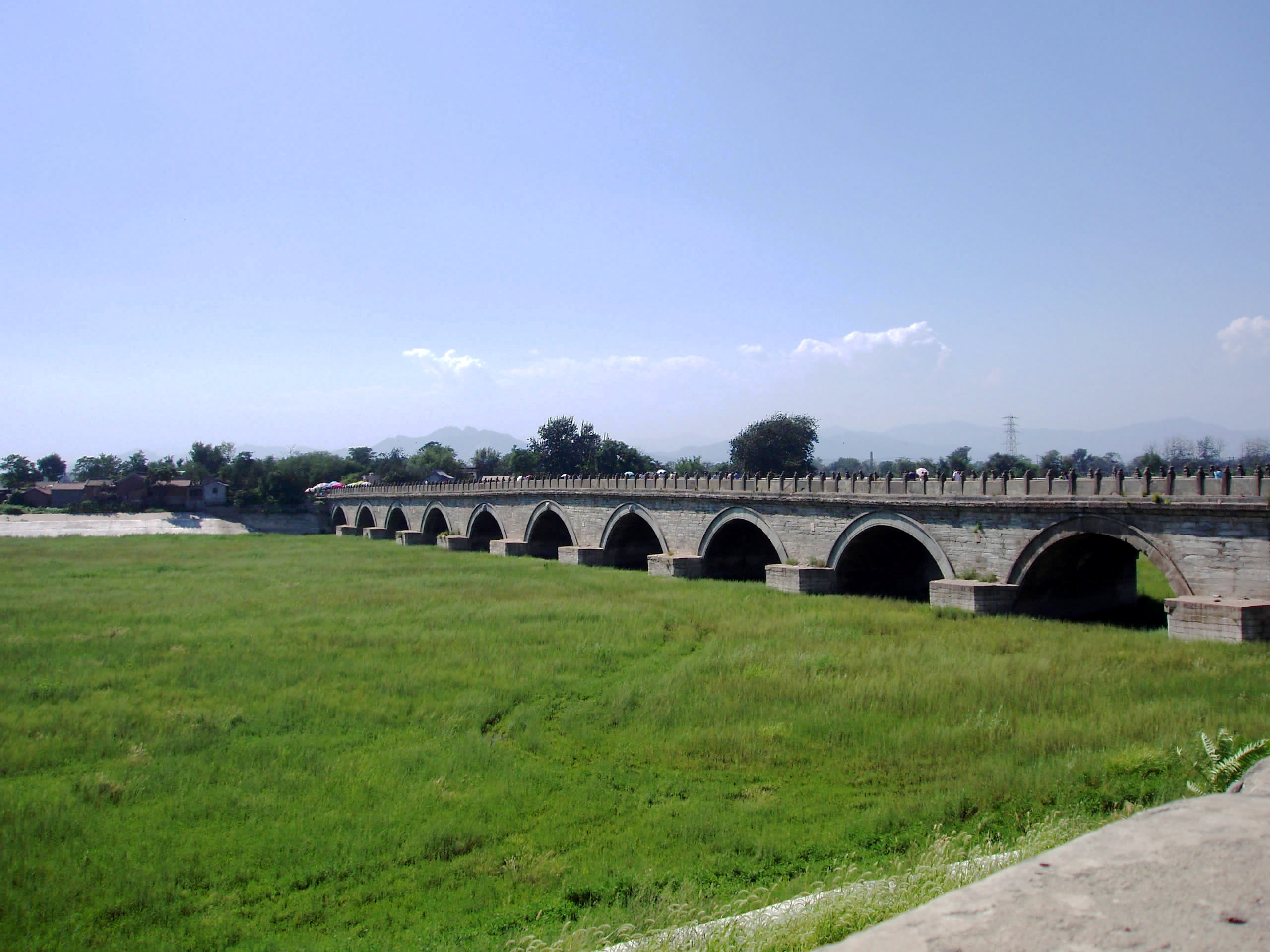
Sông Vĩnh Định khô hạn dưới cầu Lư Câu

Sông Vĩnh Định (tiếng Trung: 永定河; bính âm: Yǒngdìng Hé; âm Hán Việt: Vĩnh Định hà), là một sông nằm ở phía bắc Trung Quốc. Đây là một trong các chi lưu chính của hệ thống Hải Hà và được biết đến nhiều vì là sông lớn nhất chảy qua địa giới Bắc Kinh.

## Tên gọi
Tên thời cổ của Vĩnh Định là "Táo Thủy" (澡水), tên thời nhà Tùy là Tang Can Hà (桑干河), đến thời nhà Kim gọi là Lô Câu (卢沟), ngoài ra còn có tên cũ là Vô Định Hà (无定河).

## Địa lý
Sông Vĩnh Định dài 650 km in và có diện tích lưu vực 47.016 km². Sông khởi nguồn từ Quản Sầm Sơn (管涔山) tại huyện Ninh Vũ, tỉnh Sơn Tây, tại đây sông được gọi là Tang Can hà (桑乾河) và chảy theo hướng đông bắc vào Nội Mông và sau đó lại chuyển hướng đông nam vào tỉnh Hà Bắc.
Tại huyện Hoài Lai, sông cấp nước cho hồ chứa Quản Thính (官厅水库), hồ chứa lớn nhất làm nhiệm vụ cấp nước cho Bắc Kinh. Sông chảy vào Bắc Kinh qua Tây Sơn ở quận Môn Đầu Câu ở phía tây thành phố và chảy xuống các vùng bằng phẳng tại các quận Phong Đài và Đại Hưng.
Sông lại quay trở lại địa giới Hà Bắc và sau đó tiến vào Thiên Tân, và hợp lưu vào Hải Hà ngay trước khi sông này chảy đến vùng đô thị của thành phố và sau đó đổ vào Bột Hải tại Tân Hải. Một phần nước của sông Vĩnh Định bị điều hướng trước khi hợp lưu với Hải Hà, và chảy trực tiếp ra Bột Hải thông qua một kênh đào gọi là Vĩnh Định Tân Hà (永定新河).

## Lịch sử

Lưu vực Hải Hà

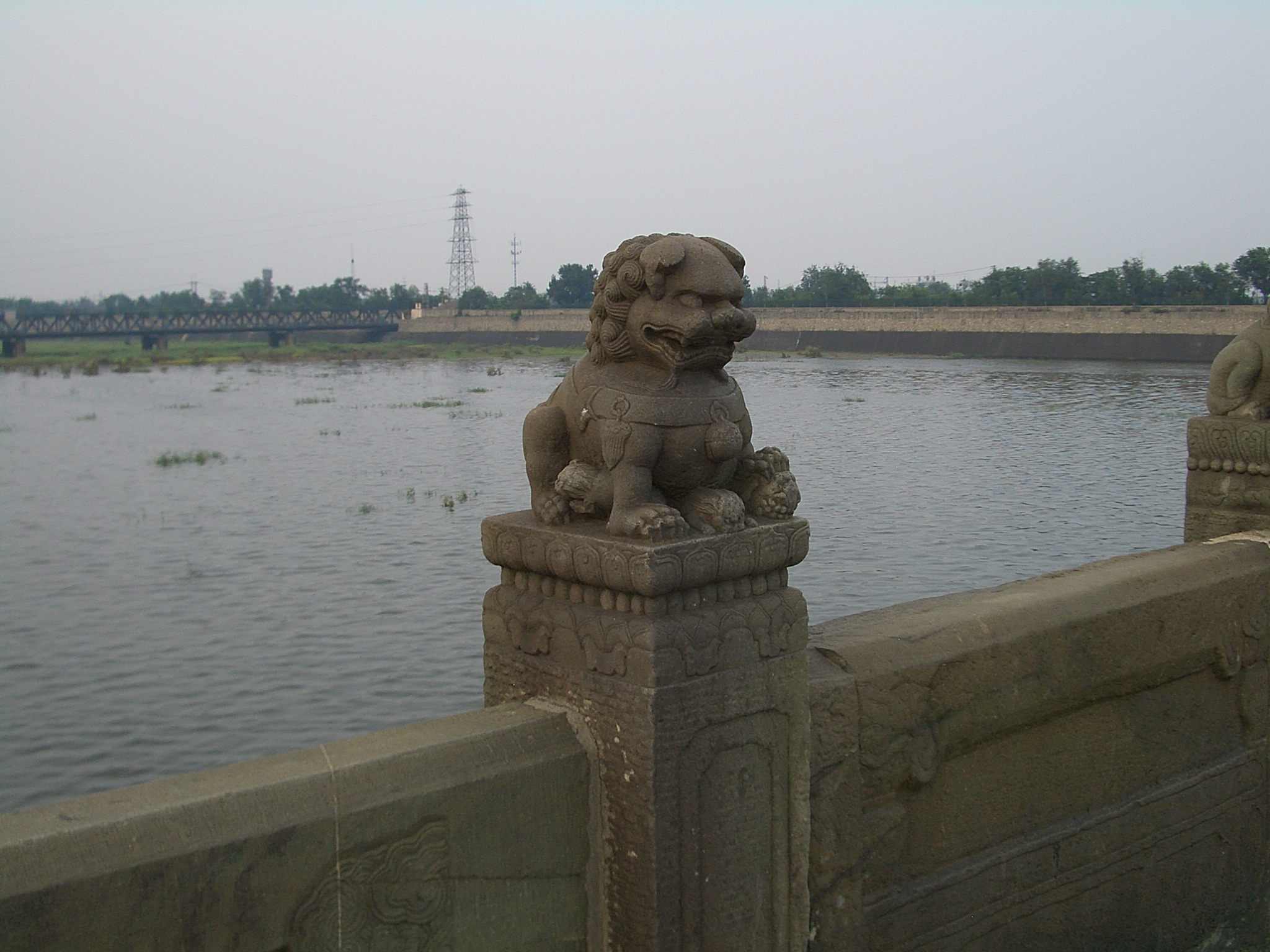
Sông Vĩnh Định vào mùa mưa

Trong lịch sử, sông Vĩnh Định mang tiếng xấu với các trận lũ quét và thay đổi dòng chảy. Dòng sông đã có ít nhất ba dòng chảy chính khi qua Bắc Kinh. Theo các ghi chép từ xa xưa, sông ban đầu chảy theo hướng đông bắc từ Bát Bảo Sơn (八宝山) hướng đến nơi mà này là Công viên Tử Trúc Viện (紫竹院公園) tại quận Hải Điến và đổ vào sông Ôn Du (温榆河)..
Vào thời Tây Hán, sông chảy về phía nam từ Đức Thắng Môn (德胜门) qua trung tâm Bắc Kinh ngày nay, bao gồm Tiền Môn (前門) cùng Hồng Kiều và hồ Long Đàm (龍潭湖), trước khi đổi hướng đông nam. Vào thời đó, thành phố nằm ở phía tây nam của trung tâm thành phố hiện nay. Vào thời nhà Liêu, sông đổi dòng về phía tây nam như hiện bay, và cầu Lư Câu được xây dựng bắc qua sông vào năm 1189. Khi Marco Polo viếng thăm thành phố vào thời nhà Nguyên, ông đã qua sông Vĩnh Định bằng cách đi qua cầu Lư Câu, vì vậy cầu cũng được gọi là cầu Marco Polo.
Sông có tên thông tục là Vô Định (không ổn định). Năm 1698, triều đình của hoàng đế Khang Hy đã gia cố bờ sông và cố định dòng chảy cho sông. Dòng sông vì vậy mang tên Vĩnh Định (ổn định vĩnh viễn)."